# Lancer du poids masculin aux championnats du monde d'athlétisme 1983
Navigation
Rome 1987
L'épreuve du lancer du poids masculin des championnats du monde d'athlétisme 1983 s'est déroulée le 7 août 1983 dans le Stade olympique d'Helsinki, en Finlande. Elle est remportée par le Polonais Edward Sarul.

## Résultats

### Finale
| Rang               | Athlète           | Pays               | Essais | Essais | Essais | Essais | Essais | Essais | Marque  | Notes |
| Rang               | Athlète           | Pays               | 1      | 2      | 3      | 4      | 5      | 6      | Marque  | Notes |
| ------------------ | ----------------- | ------------------ | ------ | ------ | ------ | ------ | ------ | ------ | ------- | ----- |
| Médaille d'or      | Edward Sarul      | Pologne            |        |        |        |        |        |        | 21.39 m | CR    |
| Médaille d'argent  | Ulf Timmermann    | Allemagne de l'Est |        |        |        |        |        |        | 21.16 m |       |
| Médaille de bronze | Remigius Machura  | Tchécoslovaquie    |        |        |        |        |        |        | 20.98 m |       |
| 4                  | Dave Laut         | États-Unis         |        |        |        |        |        |        | 20.60 m |       |
| 5                  | Jānis Bojārs      | Union soviétique   |        |        |        |        |        |        | 20.32 m |       |
| 6                  | Udo Beyer         | Allemagne de l'Est |        |        |        |        |        |        | 20.09 m |       |
| 7                  | Alessandro Andrei | Italie             |        |        |        |        |        |        | 20.07 m |       |
| 8                  | Aulis Akonniemi   | Finlande           |        |        |        |        |        |        | 19.85 m |       |
| 9                  | Vladimir Milić    | Yougoslavie        |        |        |        |        |        |        | 19.71 m |       |
| 10                 | Mike Lehmann      | États-Unis         |        |        |        |        |        |        | 19.69 m |       |
| 11                 | Josef Kubeš       | Tchécoslovaquie    |        |        |        |        |        |        | 19.67 m |       |
| 12                 | Ivan Ivančić      | Yougoslavie        |        |        |        |        |        |        | 19.52 m |       |

## Légende
Records et Performances
- AR : Record continental (area record)
- CR : Record des championnats (championship record)
- MR : Record du meeting (meet record)
- NR : Record national (national record)
- OR : Record olympique (olympic record)
- PR : Record paralympique (paralympic record)
- PB : Record personnel (personal best)
- SB : Meilleure performance personnelle de la saison (season's best)
- WL : Meilleure performance mondiale de l'année (world leader)
- WJR : Record du monde junior (world junior record)
- WR : Record du monde (world record)

Circonstances et Conditions
- DNF : N'a pas terminé (did not finish)
- DNS : N'a pas pris le départ (did not start)
- DQ : Disqualification (disqualification)
- NM : Aucun essai valable enregistré (No Mark)
- Q : Qualifié « directement » au prochain tour (ou à la prochaine compétition), lors d'une compétition majeure, grâce au classement ou à la réalisation des minima (automatic qualifier)
- q : Qualifié au prochain tour (ou à la prochaine compétition), lors d'une compétition majeure, grâce au repêchage ou à la réalisation de l'une des meilleures performances parmi celles des « non qualifiés directement » (grâce au meilleur temps ou à la meilleure distance par exemple) (secondary qualifier)